# Phyxelididae
Phyxelididae é uma família de aranhas araneomorfas, parte da superfamília Titanoecoidea. A distribuição natural desta família está essencialmente limitada a uma grande zona de África e Madagáscar, embora algumas espécies ocorram na Ásia Menor, Bornéu e Samatra, onde o género Vytfutia aparece representado com uma espécie em cada ilha.

## Sistemática
A família Phyxelididae inclui 54 espécies validamente descritas integradas em 12 géneros. O género com maior diversidade é Phyxelida, com 19 espécies. São os seguintes os géneros que compõem a família:
- Ambohima Griswold, 1990 (Madagáscar)
- Kulalania Griswold, 1990 (Quénia)
- Lamaika Griswold, 1990 (África do Sul)
- Malaika Lehtinen, 1967 (África do Sul)
- Matundua Lehtinen, 1967 (África do Sul)
- Namaquarachne Griswold, 1990 (África do Sul)
- Phyxelida Simon, 1894 (África, Madagáscar, Chipre, Turquia)
- Pongolania Griswold, 1990 (África do Sul)
- Themacrys Simon, 1906 (África do Sul)
- Vidole Lehtinen, 1967 (África do Sul)
- Vytfutia Deeleman-Reinhold, 1986 (Samatra, Bornéu)
- Xevioso Lehtinen, 1967 (África)